# Kurt Schwertsik

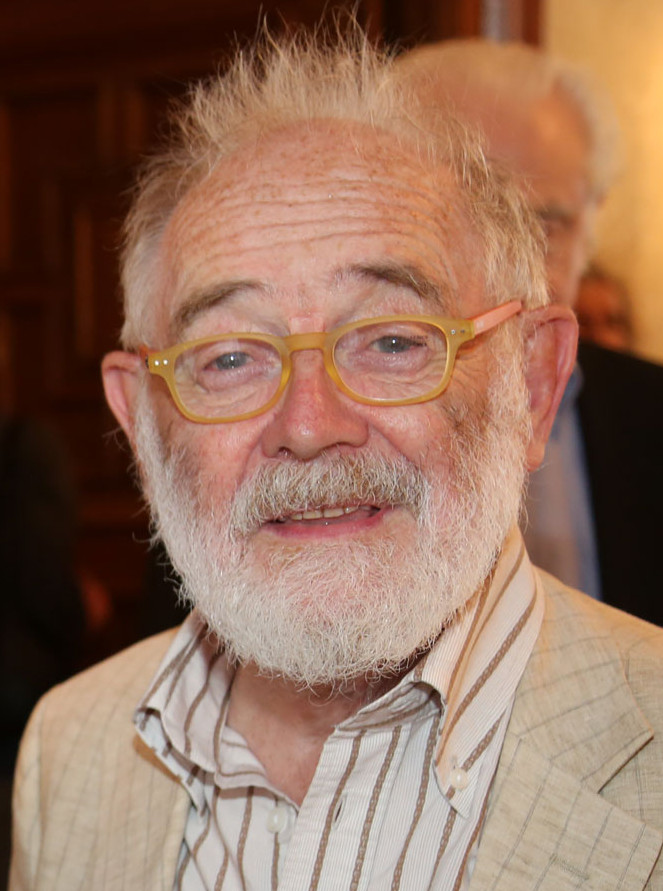
Kurt Schwertsik, 2015

Kurt Schwertsik (* 25. Juni 1935 in Wien) ist ein österreichischer Komponist und Musikpädagoge.

## Leben
Schwertsik studierte Komposition bei Joseph Marx und Karl Schiske sowie Horn bei Gottfried von Freiberg an der Akademie für Musik in Wien. 1955 wurde Schwertsik Hornist beim Tonkünstler-Orchester Niederösterreich, sein Interesse galt jedoch vor allem der Entwicklung der Neuen Musik, so dass er sich Mitte der 1950er Jahre bei den Darmstädter Ferienkursen mit den Gesetzen der seriellen Komposition beschäftigte. Infolgedessen gründete er 1958 gemeinsam mit Friedrich Cerha das Ensemble „die reihe“, um die im damaligen Wiener Konzertleben stark vernachlässigten Werke der Neuen Musik zu präsentieren. Während eines Aufenthalts in Köln in den Jahren um 1960 folgten Studien bei Karlheinz Stockhausen, Mauricio Kagel, Cornelius Cardew und John Cage. Ein Stipendium für Rom und einen Aufenthalt in London (1960/1961) nutzte Schwertsik zur Auswertung der Kölner Eindrücke und zur Besinnung auf eigene Ziele.
Ab 1962 begann Schwertsik, mit der Tonalität zu experimentieren. 1965 gründete er mit dem Komponisten und Pianisten Otto M. Zykan die „Salon-Konzerte“. 1966 unterrichtete er Komposition an der Universität von Kalifornien in Riverside, während er weitere Studien bei Oswald Jonas absolvierte. Ab 1968 war er Hornist der Wiener Symphoniker und konzentrierte sich – nach weiteren Studien beim Schönberg-Schüler Josef Polnauer Ende der 1960er – in den darauf folgenden Jahrzehnten auf das Komponieren, was die Entstehung einer großen Zahl von Werken für verschiedenste Besetzungen zur Folge hatte. Von 1979 bis 1988 leitete er die Kompositionsklasse am Konservatorium Wien und unterrichtete von 1989 bis zu seiner Emeritierung im Jahre 2003 als ordentlicher Professor Komposition an der Universität für Musik und darstellende Kunst Wien.
Schwertsik ist mit der Schauspielerin Christa Schwertsik verheiratet; er ist dadurch der Stiefvater von Katharina und Julia Stemberger.
Der Vorlass des Komponisten befindet sich im Archiv der Zeitgenossen-Sammlung künstlerischer Vor- und Nachlässe, an der Donau-Universität Krems.

## Ämter
Kurt Schwertsik ist Präsident der Joseph-Marx-Gesellschaft, die – erst im Frühjahr 2006 gegründet – sich um die Pflege der Musik des einflussreichen Komponisten und Pädagogen Joseph Marx bemüht. Damit hat Schwertsik nicht nur erstmals in seiner Karriere das Amt des Präsidenten einer Organisation übernommen, sondern gleichzeitig auch sein Altersbekenntnis zur Melodie im Sinne der von Joseph Marx gelehrten Klangphilosophie bekräftigt.

## Auszeichnungen
- 1980 Preis der Stadt Wien für Musik[3]
- 1992 Großer Österreichischer Staatspreis für Musik[4]
- 1997 Österreichisches Ehrenzeichen für Wissenschaft und Kunst
- 2006 Silbernes Ehrenzeichen für Verdienste um das Land Wien
- 2015 Silbernes Komturkreuz für Verdienste um das Bundesland Niederösterreich
- 2017 Goldenes Ehrenzeichen für Verdienste um das Land Wien[5]

## Kompositionsstil
Seine Werke zeugen von Vorbehalten gegen jede Form der übertriebenen Ernsthaftigkeit, was sich häufig auch schon in der Wahl der Werkstitel manifestiert. Seine trotz Hinterlistigkeit gutmütige Musik wird von dem Wunsch getragen, Wahres und Wichtiges ohne Umschweife zum Ausdruck zu bringen, wobei der Komponist oft auch im Skurrilen nach tieferer philosophischer Bedeutung sucht, sich jedoch letzten Endes nie allzu ernst zu nehmen scheint. Musikästhetisch bleibt der Komponist dabei stets unvorhersehbar, da er sich nie auf die Wahl der Mittel festlegen lässt. Zweifellos hat Kurt Schwertsik es seiner leicht zugänglichen Tonsprache und humoristisch-ironischen Veranlagung zu verdanken, dass er zu einem der meistgespielten zeitgenössischen Komponisten Österreichs geworden ist und sich inzwischen auch auf internationaler Ebene den Ruf als einer der bedeutendsten österreichischen Komponisten erworben hat.

## Werke (Auswahl)

### Schriften
- was & wie lernt man? (MUSIKZEIT: Wien 2020) – Erzählung der Lernzeit

### Instrumentalwerke
Orchesterwerke:
- Irdische Klänge
- Sinfonia-Sinfonietta
- Symphonie im Mob-Stil
- Epilog zu Rosamunde
- Herrn Marteins
- Draculas Haus- und Hofmusik
- … für Audifax und Abachum

Solokonzerte mit Orchesterbegleitung:
- Violinkonzert Nr. 1
- Violinkonzert Nr. 2
- Flötenkonzert
- Posaunenkonzert
- Gitarrenkonzert
- „Divertimento macchiato per tromba ed orchestra“ (2007) (Trompetenkonzert)

### Bühnenwerke
- Der lange Weg zur großen Mauer op. 24 (1974). Oper in 2 Akten. Libretto: Richard Bletschacher. UA 13. Mai 1975
- Walzerträume. Strauß & Strauß … als das Tanzen noch geholfen hat (1976). Ballett in 2 Akten. UA 16. Februar 1977 Köln (Oper)
- Das Märchen von Fanferlieschen Schönefüßchen op. 42 (1981/82). Oper in 10 Szenen. Libretto: Karin und Thomas Körner (nach Clemens Brentano). UA 24. November 1983 Stuttgart (Staatsoper; Regie und Bühnenbild: Axel Manthey; Dirigent: Dennis Russell Davies)
- Der Ewige Frieden (Das Friedensbankett) op. 58 (1990). Operette. Libretto: Thomas Körner. UA 8. Januar 1995
- Ulrichslegende op. 63 (1992). Spiel in einem Akt. Libretto: Richard Bletschacher. UA 1992
- Café Museum oder Die Erleuchtung op. 67 (1993). Oper in 2 Bildern. Libretto: Wolfgang Bauer. UA 9. Oktober 1993
- Die Welt der Mongolen op. 72 (1996). Oper in 2 Akten. Libretto: Michael Köhlmeier. UA 9. Februar 1997 Linz (Landestheater)
- Katzelmacher (2000–2002). Oper in einem Akt. Libretto nach dem Stück von Rainer Werner Fassbinder. UA 1. Juni 2003 Wuppertal (Opernhaus; Regie: Gerd Leo Kuck; Dirigent: Martin Braun)
- Schlaf der Gerechten (2004)[6]. Operelle. Libretto: Kristine Tornquist. UA 31. Oktober 2004 Innsbruck (Tiroler Landestheater; Auftraggeber: sirene Operntheater Wien)
- Chalifa und die Affen (2011)[7]. Kammeroper. Libretto: Kristine Tornquist. UA 25. August 2011 Wien Expedithalle der Brotfabrik. (Auftraggeber: sirene Operntheater Wien)
- Mozart in Moskau (2014). Oper. Libretto: Ad de Bont. UA 31. Oktober 2014 am Nationaltheater Mannheim im Rahmen des Mannheimer Mozart Sommers.
- Alice. Eine phantastische Revue (2023). Kammeroper. Libretto: Kristine Tornquist nach Lewis Carroll. UA 23. November 2023 Wien Odeon. (Auftraggeber: sirene Operntheater Wien)

### Vokalwerke
- Starckdeutsche Lieder und Tänze für Bariton und Orchester
- Die Furie des Verschwindens für gemischten Chor
- zahlreiche Lieder

### Kammermusik
- Liebesträume für 7 Instrumente
- Eichendorff-Quintett
- Adieu Satie für Bandoneon und Streichquartett
- Ganesha Walkabout für Streichquartett
- Blechpartie im neuesten Geschmack für Blasquintett
- Hornpostille, vier Stücke für vier Hörner, op. 46 (UA 1983)